# Forteresse de Łuków
L'ancienne forteresse de Łuków en Pologne était une place forte cédée en 1257 par Siemovit Ier, duc de Mazovie aux templiers,.

## Faits marquants et histoire
| Possessions templières en Pologne                                          |
| -------------------------------------------------------------------------- |
| \| Łuków Poméranie Lubusz Basse-Silésie Suleçin Rurka Legnica 1239-1241 \| |
| Łuków Poméranie Lubusz Basse-Silésie Suleçin Rurka Legnica 1239-1241       |

Les templiers apparaissent dans l'est de l'actuelle Pologne en 1239. Boleslas V le Pudique, alors duc de Sandomir leur ayant fait don de trois villages à l'est du fleuve Vistule,. Il s'agissait des villages de Dręszew, Skuszew et Stare Orzechowo qui remplissaient un rôle important pour la défense des frontières de ce duché mais ils ne furent pas en mesure de les conserver,.
Ce même Boleslas, devenu également duc de Cracovie en 1243 et qui était le cousin de Siemovit Ier, cherchait à diminuer l'emprise des chevaliers teutoniques dans la région. En 1253/54, il institua un évêché à Łuków dont le premier évêque d'origine franciscaine s'appuya sur les templiers afin de mener à bien sa mission d'évangélisation. En 1257, les chevaliers teutoniques obtinrent du pape Alexandre IV que le « statu quo ante » soit rétabli mais c'est pourtant cette année-là que les templiers entrèrent en possession de la place forte de Łuków,.
La forteresse protégeait la frontière avec des territoires occupés par une tribu païenne de Sudovie ,.

## Sources
- Alain Demurger, Les Templiers, une chevalerie chrétienne au Moyen Âge, Paris, Seuil, coll. « Points Histoire », 2008 (1re éd. 2005), 664 p., poche (ISBN 978-2-7578-1122-1)
- (en) Helen Nicholson, The Knights Templar : A new history, Sutton Publishing, 2004 (1re éd. 2001), 334 p. (ISBN 978-0-7509-3839-6), p. 110-112
- (pl) Maria Starnawska, « Templariusze na ziemiach polskich », Templariusze, historia i mit, Toruń, Musée Okręgowe,‎ 2004 (présentation en ligne)
- (en) Maria Starnawska, « Crusade orders on polish lands during the Middle Ages : Adaptation in a peripherical environment », Quaestiones Medii Aevi novae, institut historique de l'université de Varsovie,‎ 1997
- (de) Walter Kuhn, « Ritterorden als Grenzhüter des Abendlandes gegen das östliche Heidentum (1959) », dans Vergleichende Untersuchungen zur mittelalterlichen Ostsiedlung, Böhlau, 1973 (présentation en ligne), p. 305-368